# Campeonato Uruguaio de Futebol de 1903
O Campeonato Uruguaio de Futebol de 1903 consistiu em uma competição com dois turnos, no sistema de todos contra todos. O encontro entre Montevideo Wanderers e Triunfo nunca ocorreu e ambas as equipes ficaram com um jogo a menos no certame. Como Nacional e CURCC empataram em número de pontos, foi jogada uma partida final para decidir quem venceria o campeonato. O campeão foi o Nacional, que venceu o CURCC por 3 a 2 na final e conquistou o torneio de forma invicta.

## Classificação[2]
| Pos | Equipe               | Pts | J  | V  | E | D | GP | GC | SG  |
| --- | -------------------- | --- | -- | -- | - | - | -- | -- | --- |
| 1°  | CURCC                | 22  | 12 | 10 | 2 | 0 | 52 | 3  | 49  |
| 2°  | Nacional             | 22  | 12 | 10 | 2 | 0 | 24 | 1  | 23  |
| 3°  | Deutscher            | 10  | 12 | 4  | 2 | 6 | 18 | 17 | 1   |
| 4°  | Montevideo Wanderers | 9   | 11 | 4  | 1 | 6 | 20 | 24 | -4  |
| 5°  | Albion               | 7   | 12 | 2  | 3 | 7 | 14 | 37 | -23 |
| 6°  | Triunfo              | 7   | 11 | 2  | 3 | 6 | 9  | 33 | -24 |
| 7°  | Uruguay Athletic     | 5   | 12 | 2  | 1 | 9 | 6  | 28 | -22 |

|  | Classificados para a final. |

## Final[1]
| 28 de agosto de 1903 | Nacional                           | 3 – 2 | CURCC                            | Estádio do Albion, Montevidéu |
|                      | Bolívar Céspedes · Carlos Céspedes |       | Aniceto Camacho · Eugenio Mañana | Público: 6 000                |

| Campeonato Uruguaio de 1903  |
| ---------------------------- |
| Nacional Campeão (2º título) |